# Каллиантемум
Каллиа́нтемум, также Красивоцве́т, или Руто́вник (лат. Callianthemum) — род цветковых растений в составе семейства Лютиковые (Ranunculaceae).

## Название и история описания
Род был выделен немецко-русским ботаником Карлом фон Мейером во 2-м томе книги Карла фон Ледебура Flora Altaica, вышедшем во второй половине 1830 года. Мейер перенёс в него единственный вид Ranunculus rutifolius L., однако сам понимал под этим названием немного отличное от линнеевского растение. Впоследствии растение, с которым был знаком Мейер (идентичное описанному в 1819 году Д. Шлехтендалем), было переименовано Иоганной Витасек в Callianthemum angustifolium. Линнеевский вид был описан заново как Callianthemum coriandrifolium, а название Callianthemum rutifolium вышло из употребления.
Научное название рода буквально переводится как «красивоцветник». В русскоязычной литературе, однако, чаще употребляется его транслитерация.

## Описание
Многолетние травянистые растения с корневищем. Стебель простой или слабо ветвящийся. Листья прикорневые или стеблевые.
Цветки одиночные на верхушке стебля или на ответвлениях, правильные. Листочки околоцветника в числе от 5 до 16, линейной или широкояйцевидной формы, белого цвета, у основания с жёлтым пятном. Тычинки и пестики многочисленные.
Плод — многоорешек; Орешки с коротким носиком, голые.

## Ареал
Орофиты, произрастают в горах Европы и Центральной Азии.

## Систематика

### Виды
- Callianthemum alatavicum Freyn, 1898 — Каллиантемум алатавский
- Callianthemum anemonoides (J.Zahlbr.) Endl., 1842 — Каллиантемум анемоновидный
- Callianthemum angustifolium Witasek, 1899 — Каллиантемум узколистный
- Callianthemum coriandrifolium Rchb., 1832 — Каллиантемум кориандролистный
- Callianthemum farreri W.W.Sm., 1916
- Callianthemum hondoense Nakai & Hara, 1934
- Callianthemum insigne (Nakai) Nakai, 1928
- Callianthemum isopyroides (DC.) Witasek, 1899 — Каллиантемум ракноплодниковый
- Callianthemum kernerianum Freyn ex A.Kern., 1888
- Callianthemum kirigishiense (Ken Sato & Koji Ito) Kadota, 2006
- Callianthemum miyabeanum Tatew., 1928
- Callianthemum pimpinelloides (D.Don ex Royle) Hook.f. & Thomson, 1855
- Callianthemum sachalinense Miyabe & Tatew., 1935 — Каллиантемум сахалинский
- Callianthemum sajanense (Regel) Witasek, 1899 — Каллиантемум саянский
- Callianthemum taipaicum W.T.Wang, 1974